# 土巴兔
土巴兔是中華人民共和國一個裝修網站，為裝修提供商和顧客提供交易平台。土巴兔由王国彬於2008年在深圳創辦。2015年开始，土巴兔一度推出自营的家庭装修服务。不過截至2019年末，自營家裝業務全部终止。

## 外部連結
- 官方网站